# Yvon Leroux
Pour les articles homonymes, voir Leroux.
Yvon Leroux, né le 22 avril 1929 et mort le 12 février 2010 ,,, est un acteur et scripteur québécois. Il est surtout connu pour son rôle de Bidou Laloge dans la série télévisée Les Belles Histoires des pays d'en haut.

## Biographie
Yvon Leroux est né à Saint-Eustache, où il a fait ses études. En 1948, à l'âge de 19 ans, il s'intéresse au théâtre et travaille avec une troupe amateur. Dès 1952, il travaille à la radio de Radio-Canada. On l'entend ainsi dans plusieurs feuilletons radiophoniques dont Métropole de Robert Choquette et La Famille Plouffe, de Roger Lemelin. 
De 1956 à 1970, il campe le rôle de Bidou Laloge dans la télésérie Les Belles Histoires des pays d'en haut de Claude-Henri Grignon. C'est sans aucun doute le rôle le plus célèbre de la carrière d'Yvon Leroux.
En 1959, il fait son entrée comme comédien dans le téléroman La Pension Velder.
En 1962, il rédige les textes de Les Hommes de science et, en janvier 1966, il devient l'auteur du feuilleton radiophonique Jeunesse dorée, après le décès de Madame Jean Desprez.  
Il joue dans plusieurs films québécois tels Kamouraska, La Vraie Nature de Bernadette et O.K. ... Laliberté.
Il participe en 2006 à la populaire émission Viens voir les comédiens en hommage à Les Belles Histoires des Pays-d'en-Haut aux côtés de Gérard Paradis, Andrée Boucher, Andrée Champagne et René Caron, parmi d'autres.
Malgré la maladie, il est de l'émission Tous pour un diffusée sur les ondes de Radio-Canada le 7 janvier 2007.

## Filmographie
- 1953 : La Famille Plouffe (série télévisée)
- 1956 : Les Belles Histoires des Pays-d'en-Haut (série télévisée) : Adélard «Bidou» Laloge
- 1957 - 1961 : La Pension Velder (série télévisée)
- 1959 : Il était une guerre
- 1959 : Les Brûlés : Le buveur
- 1963 : Amanita Pestilens : Le voisin
- 1965 : Délivrez-nous du mal
- 1966 : Rue des Pignons (série télévisée) : Jules Boutin
- 1971 : Le Martien de Noël
- 1972 : La Vraie Nature de Bernadette
- 1973 : Kamouraska : Le policier
- 1973 : O.K. ... Laliberté
- 1974 : La P'tite Semaine (série télévisée) : Henri Garneau
- 1975 : The Winner
- 1977 : Les As (série télévisée) : Tony Bodoni
- 1977 : J.A. Martin photographe : Hector
- 1977 : Monsieur Zéro (TV) : Sergent Ladouceur / Emile
- 1977 : One Man
- 1978 : Jacob Two-Two Meets the Hooded Fang : Policeman
- 1979 : Terre Humaine, un beau-frère
- 1985 : L'Agent fait le bonheur (série télévisée) : Charlie
- 1986 : La Clé des champs (série télévisée)
- 1988 : La Maison Deschênes (série télévisée) : Marcel
- 1989 : Chambre en ville, père de Pete Béliveau
- 1993 : Les grands procès (série télévisée) : Juge
- 1994 : Windigo : Rogatien Côté
- 2001 : Virginie (série télévisée) : Edmond Lacaille

### Source bibliographique
- Renée Legris, Dictionnaire des auteurs du radio-feuilleton québécois, Fides, 1981I

Il a joué dans un épisode de Chambres en ville en 1989.